# El Tambo (Cauca)
El Tambo é um município da Colômbia, localizado no departamento de Cauca.